# 科拉欣市鎮
42°49′26″N 19°31′07″E / 42.8239°N 19.5186°E
科拉欣市鎮，是蒙特內哥羅的24個市镇之一，位於該國中部，行政中心为科拉欣，面積897平方公里，2011年人口8,380，市镇人口密度每平方公里9人。